# Megarcys
Megarcys és un gènere d'insectes plecòpters pertanyent a la família dels perlòdids.

## Hàbitat
En els seus estadis immadurs són aquàtics i viuen a l'aigua dolça, mentre que com a adults són terrestres i voladors.

## Distribució geogràfica
Es troba a Nord-amèrica (el Canadà -Alberta, la Colúmbia Britànica, els Territoris del Nord-oest i Yukon- i els Estats Units -Alaska, Colorado, Idaho, Montana, Nou Mèxic, Utah, Wyoming, Califòrnia, Oregon i Washington-) i Àsia.

## Taxonomia
- Megarcys bussoni (Navàs, 1923)
- Megarcys irregularis (Banks, 1900)
- Megarcys lepnevae (Šámal, 1939)
- Megarcys magnilobus (Zhiltzova, 1988)
- Megarcys ochracea (Klapálek, 1912)
- Megarcys pseudochracea (Zhiltzova, 1977)
- Megarcys signata (Hagen, 1874)
- Megarcys sjostedti (Navàs, 1930)
- Megarcys subtruncata (Hanson, 1942)[19]
- Megarcys watertoni (Ricker, 1952)
- Megarcys yosemite (Needham & Claassen, 1925)[20][21][22][23][24]